# Örjan Sjögren
Örjan Olof Sjögren, född 15 juni 1963, är en svensk översättare. Han översätter från portugisiska och engelska och skriver också artiklar om portugisisk litteratur i tidskriften Karavan. Bland författare han introducerat i Sverige märks Paulo Coelho och Clarice Lispector. Tillsammans med Hanna Axén driver han förlaget Boca.

## Översättningar (urval)
- Graciliano Ramos: Förtorkade liv (Vidas secas) (Pontes, 1993)
- Paulo Lins: Guds stad (Cidade de Deus) (Tranan, 2003)
- James Frey: Min vän Leonard (My friend Leonard) (Bonnier fakta, 2006)
- António Lobo Antunes: Jag ska älska en sten (Eu hei-de amar uma pedra) (Forum, 2008)
- Brasilien berättar: ljud av steg: trettiosju noveller och mikronoveller (urval och översättning) (Tranan, 2011)
- Davide Cali & Marco Somà: Grodornas drottning får inte väta sina fötter (A rainha das rãs não pode molhar os pés) (Alvina, 2014)

## Priser och utmärkelser
- 2014 – Årets översättning för översättningen av Daniel Galeras Med blod i skägget (Norstedts).[1]